# Jardín
Jardín – miasto w Kolumbii, w departamencie Antioquia.